# 凯文·麦克纳布
凯文·麦克纳布（英語：Kevin McNab，1978年2月21日—），澳大利亚男子马术运动员。他曾代表澳大利亚参加2020年夏季奥林匹克运动会马术比赛，获得团体三项赛银牌和个人三项赛第14名。爱尔兰当地时间2023年6月4日，巴黎奥运会三项赛F/G组资格赛，凯文·麦克纳布所在的澳大利亚队获得冠军。